# Crosstrainer
En crosstrainer er en stationær træningsmaskine, der simulerer gang på trapper, almindelig gang eller løb uden at presse ledene for meget, hvilket mindsker risikoen for skader. Af denne grund kan en del mennesker med skader benytte sig af crosstraineren for at holde sig i form. Crosstrainere giver mulighed for kredsløbstræning uden den belastning, som benene udsættes for ved brug af f.eks. et løbebånd.
Ofte giver crosstrainere mulighed for at vælge forskellige intensitetsniveauer baseret på øvelsernes tempo samt den modstand, brugeren ønsker.
Crosstrainere kom første gang på markedet i 1990'erne . En mere kompakt udgave blev opfundet af Larry D. Miller og blev patenteret i 2004. Ideen til maskinen fik han, da han filmede sin datter løbe ved siden af en bil. Han blev særligt opmærksom på den måde hendes ben bevægede sig, og ideen var at tage præcis denne bevægelse og overføre den til en maskine, der i mindre grad belaster leddene.
De fleste crosstrainere træner både den øvre og nedre del af kroppen. Dog er nogle maskiner ikke udstyret til også at træne den øverste del. Selvom træning på en crosstrainer i mindre grad belaster benene, kan brugeren godt opnå vægttab på maskinen. Mange crosstrainere skal bruge strøm til de elektroniske dele, og alt afhængig af model, kan strømmen enten være genereret af brugeren selv eller komme fra en stikkontakt. 

## Typer
Der findes tre typer crosstrainere, der er kategoriseret efter "motorens" placering. Den ældste type er baghjulsdrevet, mens anden generation er trukket af et hjul foran på maskinen. På det seneste design sidder "motoren" i midten.
På nogle modeller er det muligt at justere hældningen under pedalerne, så det bliver muligt at træne med varierende pedalmønstre. Ved at variere bevælgelserne, kan brugeren opnå træning af flere forskellige muskelgrupper i benene. Nogle modeller kan variere hældning, modstand og skridtlængde i løbet af en træning i henhold til et forudsindstillet program. På en del crosstrainere er det også muligt at køre både forlæns og baglæns.
Crosstrainere drives primært af benene, og på de fleste modeller er håndtagene tilknyttet hver pedal, så det bliver muligt at bruge armene som en sekundær kilde til drivkraften.
Brugeren tager fat i håndtagene lige under skulderhøjde og skubber og trækker dem. Samtidig kører benene frem og tilbage inden for de elliptisk formede mønstre.
Dårligt designede maskiner kan være alt for afhængige af kraften fra brugerens ben, hvilket betyder, at træningen med armene bliver overflødig. Dette kan give brugeren en følelse af, at armene blot er med på gåtur i stedet for at være en aktiv del af træningen. De bedre modeller kan i mange tilfælde give et mere harmonisk forhold mellem arme og ben.

## Fordele
En crosstrainer er sammenlignelig med et løbebånd, da den både træner benmusklerne og hjertet. 
Undersøgelser har vist, at man med træning på en crosstrainer opnår samme kalorieforbrænding som på et løbebånd. 
En undersøgelse fra 2002 fra universitetet i Idaho viser, at varierende skridtlængde på crosstraineren kan aktivere flere muskelgrupper. Undersøgelsen viste også, at forlænget skridtlængde forbrænder flere kalorier uden at brugeren oplever at skulle anstrenge sig mere.